# 映画 ラブライブ!虹ヶ咲学園スクールアイドル同好会 完結編
『映画 ラブライブ！虹ヶ咲学園スクールアイドル同好会 完結編』（えいが ラブライブ！にじがさきがくえんスクールアイドルどうこうかい かんけつへん）は、サンライズ制作の日本のアニメーション映画。テレビアニメ『ラブライブ！虹ヶ咲学園スクールアイドル同好会』の完結編シリーズ。略称は「えいがさき」。本シリーズは映画鑑賞料金の割引が適用されないODS作品とされている。
OVA『ラブライブ！虹ヶ咲学園スクールアイドル同好会NEXT SKY』の続編となり、全3部作で構成される予定。第1章が2024年9月6日から松竹系で公開された。また、4DX・MX4D・ドルビーアトモス・ドルビーシネマの各種ラージフォーマットも同時上映された。
第2章は2025年11月7日に公開される予定である。

## 概要
2020年から2022年にかけて放送されたテレビアニメシリーズ『ラブライブ！虹ヶ咲学園スクールアイドル同好会』の完結編に当たる。『ニジガク』はアニメ以外にもゲーム、小説など多岐なメディアで展開する作品であり、メディアごとに設定が異なる（別々の世界の出来事を描いている）が、本作はテレビアニメで描かれた物語の完結編となる。
本作の第1章では、沖縄県を舞台としており、また同好会に所属するスクールアイドル12人のうち、歩夢、かすみ、しずく、彼方、エマ、ランジュの6人がメインキャラクターとして登場した。
第2章は、京都府・大阪府・兵庫県神戸市を舞台としており、果林、愛、せつ菜、璃奈、栞子、ミアの6人がメインキャラクターとなる。

## ストーリー

### 第1章
アイラの帰国と時を同じくして、全国のスクールアイドルがランキング形式で競い合うイベント「スクールアイドルグランプリ」の招待状がニジガクに送られる。ソロ活動が主である自分たちに相応しいイベントだと満場一致で参加を決めたニジガクのうち、歩夢、かすみ、しずく、彼方、エマ、ランジュは会場の一つである沖縄県を訪れる。
他校のスクールアイドルが町中でライブやトークの配信をする中、それぞれ行動する6人は、地元のスクールアイドルである赤嶺 天に出会う。友人の石嶺 小糸とユニットを組んでいた彼女は、とあるライブの失敗をきっかけに解散してしまったという。天のことを気に掛ける6人だが、同時に、グランプリのスポンサーを務めるランジュの母が現れ、ランジュに「やるなら一番にならなきゃ意味ない」と、新たな宿泊先としてスイートルームを用意したと告げる。母が自分一人を贔屓しようとしていると気づいたランジュはグランプリを辞退しようとするが、エマたちに引き留められ、やむなく天の実家である民宿に宿を変えた。
ランジュに付き合って民宿に泊まったエマは、天から小糸との過去を聞き、問題解決のために天と2人でライブ配信をする。ライブを通して勇気をもらった天は、小糸に対して「これからも一緒にスクールアイドルをしたい」という本心をぶつける。ライブ失敗の責任が自分にあると考えていた小糸も、天と一緒にスクールアイドルをしたい自分の想いに正直になることを決め、晴れて2人は仲直りした。
一方、グランプリにおける自分のランクが未だ低いことに納得がいかないかすみは、ランジュの母が不正にランキングを操作していると考え、彼女を問い詰める。だがランキングは操作されておらず、またスイートルームもランジュ個人ではなくニジガク6人全員が泊まれる部屋として用意されたものであることが判明。すべてはランジュの母の言葉の足りなさと、ランジュの早とちりだとわかったかすみは、2人を引き合わせて仲直りさせる。
そして、グランプリ前に「あなたには負けない」とランジュから言われた歩夢は、それほどグランプリに乗り気ではない自分がここにいていいのかと悩んでいたが、東京から駆け付けた侑のアドバイスと、母とのわだかまりを解決したランジュから発言の真意を聞き、グランプリへの参加を続けることを決意。そして、ランジュの母が用意した2つのステージでそれぞれライブをした2人は、多くの観客から歓声を浴びるのだった。そして、その様子をホテルの一室から見ていたランジュの母は、グランプリの状況について、ミア・テイラーの姉であるクロエ・テイラーと英語で話していた。

## スタッフ
|                                 | 第1章 | 第2章                                                                  |
| ------------------------------- | --- | ---------------------------------------------------------------------- |
| 企画                            | 田中紀明、黒田学 宮崎智保、青柳昌行 | N/A                                                                    |
| 原作                            | 矢立肇 | 矢立肇                                                                 |
| 原案                            | 公野櫻子 | 公野櫻子                                                               |
| 監督                            | 河村智之 | 河村智之                                                               |
| 脚本                            | 田中仁 | 田中仁                                                                 |
| 絵コンテ                        | 河村智之、青柳隆平、浅野勝也 櫻井親良、佐藤浩一、ほりうちゆうや | N/A                                                                    |
| 演出                            | 河村智之、櫻井親良、佐藤浩一 永富浩司、山田晃 | N/A                                                                    |
| オリジナル キャラクターデザイン | KLabGames | N/A                                                                    |
| キャラクターデザイン            | 横田拓己 | 横田拓己                                                               |
| ビジュアル ディレクター         | けろりら | N/A                                                                    |
| デザインワークス                | めばち | めばち                                                                 |
| 総作画監督                      | けろりら、小野田将人、山本亮友 りお、渡邉敬介 | N/A                                                                    |
| 作画監督                        | 市原圭子、宇良隆太、尾尻進矢 粕川みゆき、河本零王、久保茉莉子 後藤望、佐藤修太、徳田夢之介 迫由里香、柴田和紀、柴田琴音 清水文乃、松本翔吾、三浦綾華 水野辰哉、安武航、油布京子 | N/A                                                                    |
| 美術監督                        | 秋葉みのる | 権瓶岳斗                                                               |
| コンセプトアート                | ゆうろ | ゆうろ                                                                 |
| 色彩設計                        | 赤間三佐子 | 赤間三佐子                                                             |
| カラースクリプト                | ゴキンジョ | ゴキンジョ                                                             |
| CGディレクター                  | 岩﨑優香 | 児玉徹郎                                                               |
| 撮影監督                        | 杉山大樹 | 杉山大樹                                                               |
| 編集                            | 小口理菜 | 小口理菜                                                               |
| 音響監督                        | 長崎行男 | 長崎行男                                                               |
| 音楽プロデューサー              | 武沢由佳子 | N/A                                                                    |
| 音楽                            | 遠藤ナオキ | 遠藤ナオキ                                                             |
| 音楽                            | N/A | EMME                                                                   |
| 音楽制作                        | ランティス | ランティス                                                             |
| エグゼクティブ プロデューサー   | 槙本裕紀、依田悠里香、久保雄一郎 | N/A                                                                    |
| 企画プロデューサー              | 若林悠紀 | N/A                                                                    |
| プロデューサー                  | 大塚大 | N/A                                                                    |
| アニメーション制作              | サンライズ | サンライズ                                                             |
| 製作                            | 2024 プロジェクトラブライブ！ 虹ヶ咲学園スクールアイドル同好会ムービー | 2024 プロジェクトラブライブ！ 虹ヶ咲学園スクールアイドル同好会ムービー |
| 配給                            | バンダイナムコフィルムワークス 松竹ODS事業室 | バンダイナムコフィルムワークス 松竹ODS事業室                           |

## 登場人物

### 虹ヶ咲学園スクールアイドル同好会
- 高咲侑（声 - 矢野妃菜喜）
- 上原歩夢（声 - 大西亜玖璃）
- 中須かすみ（声 - 相良茉優）
- 桜坂しずく（声 - 前田佳織里）
- 朝香果林（声 - 久保田未夢）
- 宮下愛（声 - 村上奈津実）
- 近江彼方（声 - 鬼頭明里）
- 優木せつ菜（声 - 林鼓子）
- エマ・ヴェルデ（声 - 指出毬亜）
- 天王寺璃奈（声 - 田中ちえ美）
- 三船栞子（声 - 小泉萌香）
- ミア・テイラー（声 - 内田秀）
- 鐘嵐珠（声 - 法元明菜）

### 第1章の登場人物

#### 虹ヶ咲学園スクールアイドル同好会の親族
- 嵐珠の母（声 - ゆかな）

#### 虹ヶ咲学園の生徒
- 今日子（声 - 桑原由気）
- 浅希（声 - 川井田夏海）
- 演劇部部長（声 - 小山百代）
- バスケ部部長（声 - 紡木吏佐）

#### 他校のスクールアイドル
- 赤嶺天（声 - 島袋美由利）
- 石嶺小糸（声 - 下地紫野）
- 支倉かさね（声 - 千本木彩花）
- 紫藤美咲（声 - 本宮佳奈）
- ジェニファー（声 - 愛美）
- 菊池朱美（声 - 山下七海）
- 篠宮あきる（声 - 吉岡茉祐）

この他、テレビアニメに登場した色葉、ゲーム『ラブライブ! スクールアイドルフェスティバル』に登場した、田中さち子、杉崎亜矢、鳥居歩美、逢沢遊宇が台詞なしで登場している。

### 第2章の登場人物

#### 虹ヶ咲学園スクールアイドル同好会の親族
- クロエ・テイラー（声 - 未発表）

## 主題歌・挿入歌
特記を除いて作詞はAyaka Miyakeである。

### 主題歌
「どこにいても君は君」
映画第1章エンディングテーマ。作詞は畑亜貴、作曲・編曲はにゃんぞぬデシ、米澤森人、藤原彩豊。

### 挿入歌

#### 第1章
「Rise Up High!」
作曲・編曲はケンモチヒデフミ。歌は桜坂しずく（前田佳織里）。
「Daydream Mermaid」
作曲は鈴木エレカ、田中マッシュ、編曲は田中マッシュ。歌は近江彼方（鬼頭明里）。
「Cara Tesoro」
作曲・編曲はEm.me。歌はエマ・ヴェルデ（指出毬亜）。
「PHOENIX」
作曲・編曲は*Luna、角野寿和。歌は鐘嵐珠（法元明菜）。
「Stellar Stream」
作曲・編曲はkz＆TeddyLoid。歌は上原歩夢（大西亜玖璃）。

## 製作・プロモーション
2023年6月23日、ユナイテッド・シネマ アクアシティお台場にて開催された『ラブライブ！虹ヶ咲学園スクールアイドル同好会 NEXT SKY』初日舞台挨拶＆新情報発表会にて、完全新作アニメーションとなる劇場上映シリーズ3部作の制作決定と、その第1章公開が2024年であることが発表された。

### 第1章
翌2024年1月14日、ライブイベント「ラブライブ！虹ヶ咲学園スクールアイドル同好会 6th Live! I love You ⇆ You love Me」神奈川公演にて第1章のタイトルと公開日が発表され、4月19日に特報映像とあらすじ、公開予定劇場が発表された。
前作の劇場版同様、金曜日から翌週の木曜日までの週替わりの入場者特典として、以下のものが配布された。また、第3週から第8週にかけて、冒頭の振り返り映像とエンドクレジット映像・楽曲を、特定のメンバーをピックアップしたものに週替わりで差し替えるという企画を実施した。
| 実施週 | 入場特典                        | 週替わり映像担当メンバー |
| ------ | ------------------------------- | ------------------------ |
| 第1週  | 描き下ろし複製ミニ色紙（2年生） | 通常（侑）               |
| 第2週  | 描き下ろし複製ミニ色紙（1年生） | 通常（侑）               |
| 第3週  | 描き下ろし複製ミニ色紙（3年生） | しずく                   |
| 第4週  | アニガサキ ベストカットフィルム | 彼方                     |
| 第5週  | 描き下ろしイラスト缶バッジ      | エマ                     |
| 第6週  | 描き下ろしイラストフォトグラム  | かすみ                   |
| 第7週  | 描き下ろしイラストフォトグラム  | ランジュ                 |
| 第8週  | 完結編 第1章コマフィルム        | 歩夢                     |

上映期間中は、各劇場にて舞台挨拶が実施された（虹ヶ咲学園スクールアイドル同好会#その他のソロイベントを参照）。また本作関連のイベントではないが、2024年10月16日に開催された映画『がんばっていきまっしょい』の舞台挨拶にて、同作と『ラブライブ!』のコラボイラストが発表された流れから、同作に出演している彼方役の鬼頭明里が本作を宣伝するという一幕があった。

### 第2章
2024年10月20日、ライブイベント「ラブライブ！虹ヶ咲学園スクールアイドル同好会 7th Live! NEW TOKIMEKI LAND」Day2にて第2章のタイトルと公開時期、ティザービジュアルが発表された。この際、舞台は発表されなかったが、梅田スカイビル公式Xが反応している。
2025年3月23日、AnimeJapan2025内の「ラブライブ！ 虹ヶ咲学園スクールアイドル同好会 最新情報発表会」にて、公開日とあらすじ、舞台となる地域が発表された。また、第1章のポストクレジットシーンに登場した女性がミアの姉クロエであることと、第2章に登場することも併せて発表された。
5月18日、ファンミーティングイベント「ラブライブ！虹ヶ咲学園スクールアイドル同好会 LIVE＆FAN MEETING TOUR ニジガク校外学習 歌おう♪踊ろう♪語ろう♪」宮城Day2夜公演にて、キービジュアルと主要スタッフが発表された。
7月31日、生放送番組「ラブライブ！虹ヶ咲学園スクールアイドル同好会生放送あついぜニジガク！えいがさき第2章最新ニュース＆ラブカ リアルタイム投票企画♪」にて、特報映像と主題歌情報、ムビチケ情報が発表された。

## 評価

### 第1章
フィルマークスの2024年9月2日 - 9月8日公開映画の初日満足度ランキングでは、レビュー平均評価4.21を獲得し、1位となった。
興行成績としては、公開初週の9月6 - 8日の映画観客動員ランキングで第8位にランクインした。